# کلوسا رانچریا (کالیفرنیا)
کلوسا رانچریا (به انگلیسی: Colusa Rancheria) یک منطقهٔ مسکونی در ایالات متحده آمریکا است که در شهرستان کولوزا، کالیفرنیا واقع شده‌است. کلوسا رانچریا ۱۸ متر بالاتر از سطح دریا واقع شده‌است.